# Chiesa di San Zeno Vescovo (Colognola ai Colli)
La chiesa di San Zeno Vescovo,  detta anche chiesa di San Zenone, è la parrocchiale di San Zeno, frazione del comune sparso di Colognola ai Colli, in provincia e diocesi di Verona; fa parte del vicariato dell'Est Veronese.

## Storia
La prima citazione di una cappella a San Zeno, filiale della pieve di Santa Maria, è datata 1456 ed è contenuta nella relazione della visita pastorale effettuata dal vescovo di Verona Ermolao Barbaro il Vecchio.
Nel 1766, dopo la demolizione della cappella medievale, venne edificata la nuova chiesa neoclassica.

Nel biennio 1915-16 furono costruite ai lati del presbiterio la sagrestia e la cappella feriale; il 12 aprile del 1920 il vescovo Bartolomeo Bacilieri eresse la chiesa a parrocchiale e nel 2003 l'esterno dell'edificio venne ridipinto.

## Descrizione

### Facciata
La neoclassica facciata a capanna, rivolta a sud-ovest, è tripartita da quattro paraste ioniche, sorreggenti il frontone triangolare sormontato da tre pinnacoletti, e presenta al centro, rialzato di alcuni gradini, il portale d'ingresso, sovrastato dal timpano, che si imposta su mensole modanate, e una finestra quadrata.
Annesso alla parrocchiale è il campanile a base quadrata, la cui cella presenta una monofora per lato ed è coronata dalla guglia poggiante sul tamburo ottagonale.

### Interno
L'interno dell'edificio si compone di un'unica navata a pianta rettangolare, sulla quale si aprono le quattro cappelle laterali, con gli altari minori di Sant'Antonio da Padova, della Madonna Ausiliatrice, del Sacro Cuore e di San Giuseppe, e le cui pareti sono scandite da lesene d'ordine ionico sorreggenti la cornice modanata sopra cui s'imposta la volta, abbellita dal dipinto con soggetto l'Assunzione della Madonna, eseguito dai pittori Miolato e Rigodanzo tra il 1915 e il 1916; al termine dell'aula si sviluppa il presbiterio, voltato a crociera e chiuso dall'abside.